# Teorema di Borsuk
Il teorema di Borsuk è un teorema di matematica, e più precisamente di topologia algebrica. Ha come conseguenza importante il teorema di Borsuk-Ulam.

## Enunciato
Il teorema di Borsuk asserisce il fatto seguente.
Non esistono applicazioni continue {\displaystyle f:S^{2}\to S^{1}} 
dalla sfera in sé tali che {\displaystyle f(-x)=-f(x)}  per ogni punto {\displaystyle x} della sfera.

## Dimostrazione
Sia {\displaystyle f:S^{2}\to S^{1}} un'applicazione continua, vogliamo dimostrare che esiste x0 ∈ S2 tale che  {\displaystyle f(-x_{0})} diverso da - {\displaystyle f(x_{0})}.
Consideriamo il rivestimento universale {\displaystyle e:\mathbb {R} \to S^{1}}; per un corollario relativo al teorema del sollevamento dell'omotopia esiste un'applicazione continua {\displaystyle g:S^{2}\to \mathbb {R} } che solleva {\displaystyle \,f\;}, ossia tale che {\displaystyle e|g=f}.
Per un lemma della teoria topologica esiste un punto x0 appartenente a S2 tale che {\displaystyle \,g(x_{0})=\,g(-x_{0})\;} e di conseguenza: {\displaystyle \,f(x_{0})=f(-x_{0})\;}; in particolare  {\displaystyle \,f(-x_{0})\neq f(x_{0})\;}, c.v.d.

## Applicazioni
Il Teorema di Borsuk-Ulam è una applicazione importante del teorema. Asserisce che per ogni applicazione continua {\displaystyle \,g\;} : S2 → R2 esiste un punto {\displaystyle \,x\;} appartenente a S2 tale che {\displaystyle \,g(x)\;} = {\displaystyle \,g(-x)\;}.